# Аревик
«Аревик» (арм. Արևիկ) — советский двухсерийный художественный телефильм-мелодрама, снятый в 1978 году студией Арменфильм по заказу Государственного комитета СССР по телевидению и радиовещанию. Премьерный показ по Первой программе ЦТ состоялся 21—22 ноября 1978 года.

## Сюжет
В сюжете фильма — сложная психологическая ситуация, в которой оказалась главная героиня фильма — Аревик. Водитель (Андраник) нанятого ею такси попадает в аварию, сбив пешехода. От предложений друзей Андраника дать ложные показания во имя его спасения Аревик отказывается. Водитель попадает в тюрьму, остаются без родителей двое его детей, но заботиться о них начинает Аревик.

## В главных ролях
- Софико Чиаурели — Аревик Гарегиновна Геворкян (озвучивала Мария Виноградова)
- Армен Джигарханян — Андраник Андреасян
- Хорен Абраамян — Жора

## В фильме снимались
- Рамаз Чхиквадзе — следователь
- Нунэ Гюзалян — маленькая Аревик
- Карен Джангиров — художник
- Азат Шеренц — гость
- Арус Азнавурян — бабушка
- Овик Минасян — Овик
- Сергей Чолахян — дядя маленькой Аревик
- Людмила Оганесян — тётя маленькой Аревик
- Нонна Петросян — мама одноклассника Карена
- Карен Джанибекян — шофёр
- Ерванд Манарян — Мартун
- Аркадий Геодакян
- Леонард Саркисов — врач
- Милена Амамджян — подруга Аревик
- Размик Ароян — гость
- Аркадий Айрапетян — директор завода
- Маргарита Мурадян — соседка
- Лидия Салахян
- Мария-Роза Абусефьян — хозяйка квартиры
- Вреж Акопян
- С. Лалаянц
- Ася Жамкочян — подруга Аревик
- Арутюн Джинанян — влюблённый в Аревик (нет в титрах)

## Съёмочная группа
- Авторы сценария: Гурген Аракелян, Арнольд Агабабов
- Режиссёры-постановщики: Аркадий Айрапетян, Арнольд Агабабов
- Главный оператор — Сергей Исраэлян
- Художник-постановщик: Рафаэль Бабаян
- Композитор — Тигран Мансурян
- Звукооператор — В. Чапарян
- Режиссёр — Геннадий Мелконян
- Оператор — Армен Миракян
- Монтажёр — Т. Милосердова
- Редактор — Эверт Паязат
- Директор картины — Грант Вопян

В фильме звучат композиции «The Pearl Fishers» (из оперы Бизе «Искатели жемчуга») в исполнении оркестра Джеймса Ласта и «SOS» в исполнении группы «АББА».

## Награды
За лучшее исполнение женской роли в фильме «Аревик» Чиаурели получила первую премию на Международном телевизионном фестивале в Чехословакии.

## Критика
Успехом у критики и зрителей пользовался фильм «Аревик», в котором привлекали картины повседневной жизни города, характеры главных героев.— Кино Армении / Альберт Гаспарян. — М.: Крон-пресс, 1994. — 415 с. — с. 84